# Apostolepis striata
Espèce
Apostolepis striata  est une espèce de serpents de la famille des Dipsadidae.

## Répartition
Cette espèce est endémique du Rondônia au Brésil. 

## Publication originale
- de Lema, 2004 : Nova espécie de Apostolepis COPE do estado de RONDÔNIA, Brasil (Serpentes, Elapomorphinae). Comunicações do Museu de Ciências e Tecnologia da PUCRS. Série zoologia, vol. 17, no 2, p. 81-89.